# Maria Mosterd
Maria Mosterd (Zwolle, 9 juli 1989) is een Nederlands schrijfster van half Surinaamse, half Nederlandse afkomst. Ze was naar eigen zeggen als minderjarige gedwongen tot prostitutie, hoewel hieraan wordt getwijfeld. In 2008 verscheen haar eerste boek Echte mannen eten geen kaas, dat een waarheidsgetrouw verslag zou zijn van haar ervaringen met "een moderne pooier die zo snel mogelijk geld wil verdienen", zoals ze het zelf bij het IKON-programma Spraakmakende zaken verwoordde. Of bij monde van haar moeder Lucie "een seksterrorist". Ook deze moeder bracht een boek uit over de gebeurtenissen, beschreven vanuit haar perspectief.

## Levensloop
Mosterd stelt in haar boek Echte mannen eten geen kaas dat ze op haar twaalfde werd geronseld door een loverboy die ze in haar boek 'Manou' noemt. In de vier jaar die volgden, zou ze gedwongen zijn deel te nemen aan criminele activiteiten en prostitutie, en dreigden via haar ook haar zusje en beste vriendin die wereld te worden ingetrokken.
Toen Mosterd eenmaal in de ban van haar pooier zou zijn geraakt, zou zij zelf ook meisjes hebben moeten ronselen. Zo zou 'Manou' haar de illusie hebben gegeven dat ze opklom in zijn organisatie, wat haar ondanks alles een gevoel van waardering en belang gaf. Haar trouw zou daarnaast ook zijn afgedwongen met zowel geweld als met het verplicht getuige zijn van lijfstraffen die ontrouwe mannetjes van 'Manou' werden opgelegd, aldus Mosterds boek. De wereld van loverboys is volgens haar tragischer dan die doorgaans bij voorlichting wordt voorgesteld.
Moeder Lucie Mosterd klaagde over de school van haar dochter (de Thorbecke Scholengemeenschap te Zwolle), die had verzuimd haar te informeren over het vele spijbelen van haar dochter. Drie jaar lang zou er tijdens mentorgesprekken niet over zijn gesproken. Tijdens deze spijbeluren zou Mosterd zich hebben geprostitueerd. De plekken waar geweld was en handel in verdovende middelen, werden niet door een camera bewaakt. Deze klachten werden op 12 juni 2006 gegrond verklaard door de Landelijke Klachtencommissie Onderwijs (LKC). Hierop stelde Lucie de school financieel aansprakelijk.
In 2007 verbleef Mosterd vrijwel het gehele jaar in India, waar zij via de Hoenderloo Groep werkte aan zichzelf en haar ervaringen uiteenzette. Dit leidde tot haar debuutboek dat op 14 februari 2008 verscheen. Mosterd en haar moeder waren die dag te gast bij De Wereld Draait Door om het boek te presenteren. In maart 2008 kwam de vierde druk uit, en in 2009 verscheen opvolger Bindi, over Mosterds herstelperiode in India.
Op 6 mei 2009 maakte Mosterds advocaat Ernst Muller bekend dat de schrijfster 74.000 euro schadevergoeding en smartengeld van de Thorbecke Scholengemeenschap eiste. Mosterd was onder meer van mening dat de school niet voor een veilige leeromgeving had gezorgd en niet voldoende had opgelet bij haar veelvuldige afwezigheid tijdens de ronselperiode. Kort daarvoor riep Mosterd op haar webpagina oud-leerlingen van de school op om zich als getuige te melden ten bate van haar rechtszaak.
Op 6 januari 2010 bepaalde de rechtbank van Zwolle dat de scholengemeenschap Mosterd geen smartengeld schuldig is. Uit de gegevens van de school bleek dat Maria in het eerste jaar dat ze door de loverboy zou zijn geronseld geen enkel uur gespijbeld had. Ook de andere jaren was het aantal spijbeluren niet buitenproportioneel hoog. De rechter oordeelde dat de zorg voor een minderjarig kind de hoofdtaak van de ouders is en niet die van haar school.
In 2015 raakte Mosterd in financiële moeilijkheden waardoor ze haar huis verloor en haar dochter bij familie moest onderbrengen. Sindsdien woont ze in Deventer

## Betrouwbaarheid
Over het waarheidsgehalte van Mosterds beschreven ervaringen zijn de meningen verdeeld. Er zijn stemmen die betwijfelen of álles wel zo gebeurd kan zijn zoals Mosterd beschrijft, mede doordat bepaalde beweringen in tijd en ruimte moeilijk te bewerkstelligen en in sommige gevallen tegenstrijdig zijn. Er is geen aangifte tegen 'Manou' gedaan en het Openbaar Ministerie heeft nooit een onderzoek naar hem ingesteld. In mei 2010 kwam een boek van misdaadjournalist Hendrik Jan Korterink uit onder de titel Echte mannen eten wél kaas, waarin hij twijfelt aan het waarheidsgehalte van een omvangrijk deel van Mosterds verhaal.
In zijn uitzending van 9 mei 2010 haalde Peter R. de Vries getuigen en schriftelijke bewijzen aan, onder meer uit het politieonderzoek, die erop wijzen dat Mosterds verhaal grotendeels fictie is en feitelijk niet waar kán zijn. Onder de getuigen waren vriendinnen van Maria, die verklaarden dat zij op de middelbare school nauwelijks spijbelde en gekenmerkt werd door een rijke fantasie. Ook verschillende rechtspsychologen twijfelden in het programma openlijk over de betrouwbaarheid van het boek. Tijdens de aftiteling van een op 12 mei 2010 door SBS6 uitgezonden interview met 'Manou' was te lezen dat hij aangifte heeft gedaan van laster en smaad tegen Maria en Lucie. Op 19 juli 2011 werd bekend dat Mosterd niet zal worden vervolgd ter zake van smaad en laster. Het Openbaar Ministerie stelde dat er te weinig bewijs was, omdat Mosterd in haar boek gefingeerde namen heeft gebruikt.

## Recensies
Echte mannen eten geen kaas kreeg positieve recensies van onder meer Vrij Nederland, nrc.next en het Algemeen Dagblad, en in hun televisieprogramma's toonden onder anderen Matthijs van Nieuwkerk, Robert Jensen, Paul Rosenmöller en Andries Knevel zich onder de indruk van de beschreven gebeurtenissen.

### Van Maria Mosterd
- Echte mannen eten geen kaas: vier jaar in handen van een loverboy, 2008, 186 p., Van Gennep, Amsterdam, ISBN 978-90-5515-904-8 (genomineerd voor de NS Publieksprijs 2008)
- Bindi: hoe het verder ging, 2009, 157 p., Van Gennep, Amsterdam, ISBN 978-90-5515-969-7
- OMG ik ben zwanger, 2013, 190 p., Van Gennep, Amsterdam, ISBN 978-94-6164-195-3

### Over Maria Mosterd
- Ik stond laatst voor een poppenkraam, Lucie Mosterd, 2009, 160 p., Van Gennep, Amsterdam, ISBN 978-90-5515-993-2
- Echte mannen eten wél kaas, Hendrik Jan Korterink, 2010, 224 p., Nieuw Amsterdam, ISBN 978-90-468-0811-5

- International Standard Name Identifier: 0000 0000 5066 1844
- Library of Congress Control Number: no2009007242
- Nederlandse Thesaurus van Auteursnamen: 307978079
- Virtual International Authority File: 14604678
- WorldCat: E39PBJdCv9FG4X9WMpBXgMp9Dq